# Život i smrt porno bande
The Life and Death of a Porno Gang (serbi: Život i smrt porno bande) és una pel·lícula de terror Sèrbia de 2009 que segueix un grup d'intèrprets d'espectacles sexuals itinerants i de pel·lícules pornogràfiques que es veuen atrets a fer una pel·lícula snuff.

## Argument
Marko (Mihajlo Jovanović) és un director sense èxit que comença a filmar amb Cane (Srdjan Miletić), un director de porno, després que es veu incapaç de rodar amb èxit les seves pròpies pel·lícules. A través d'aquestes pel·lícules, Marko troba una sortida per a la ira que sent cap a la societat, així com un nou grup d'amics de la indústria del porno. Marko finalment té una baralla amb Cane i crea el seu propi club de cabaret porno. Un començament inicialment positiu es torna agre quan el germà de Cane interromp l'estrena d'una pel·lícula, la qual cosa fa que la premsa destrueix en Marko i el seu club. Marko debat sobre abandonar la ciutat, però un periodista alemany s'acosta a Marko i li suggereix que comenci a fer pel·lícules snuff.

## Repartiment
- Mihajlo Jovanović - Marko
- Ana Acimović - Una
- Predrag Damnjanović - Vanja
- Radivoj Knežević - Johnny
- Srdjan Jovanović - Maks
- Ivan Djordjević - Ceca
- Bojan Zogović - Dragan
- Nataša Miljuš - Sofija
- Aleksandar Gligorić - Rade
- Mariana Arandjelović - Darinka
- Srdjan Miletić - Cane

## Recepció
La recepció crítica va ser de mixta a positiva. DVD Talk va recomanar la pel·lícula en general, però va advertir als espectadors que algunes dels les imatges eren "repulsives i horroroses" alhora que afirmava que "mai amenaça amb aclaparar la intel·ligència, l'art o la humanitat en el nucli de la pel·lícula". Film School Rejects la va destrossar, comentant que el director "va fer una pel·lícula amb cervells dispersos que no aconsegueix encadenar cap narrativa coherent fora d'aconseguir l'audiència d'una imatge angoixant a la següent. Per a una pel·lícula tan alta en la seva pròpia substància, és sorprenentment mancada de qualsevol substància."

## Estrena
El gener de 2019 es va estrenar una versió de la pel·lícula de 107 minuts per TetroVideo.

### Premis
- Premi especial del jurat al Boston Underground Film Festival (2010, va guanyar dos premis)
- Millor guió al FanTasia (2010, guanyador)
- Millor pel·lícula i millor guió al Buenos Aires Rojo Sangre de 2010[6]